# Helmingham Hall

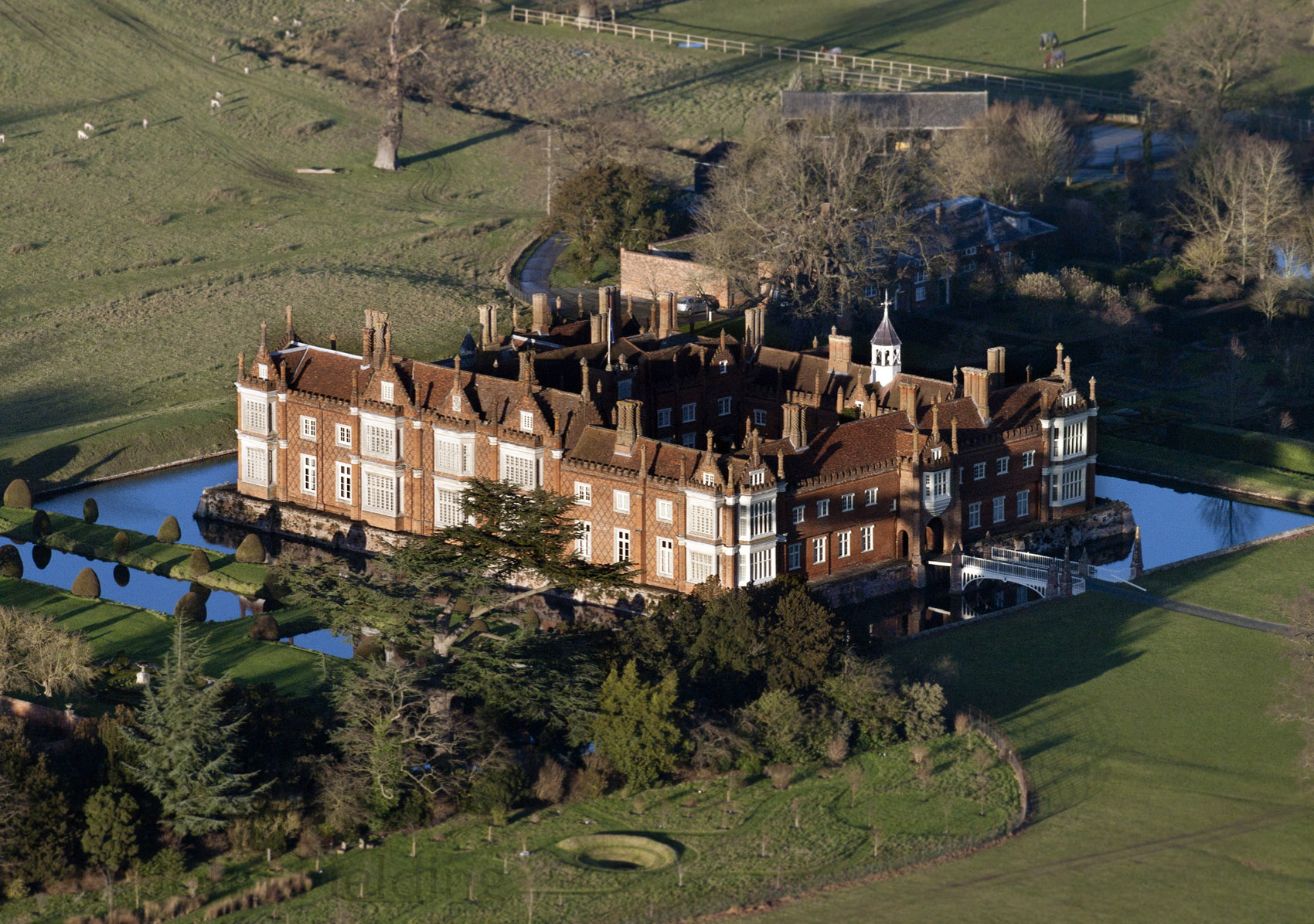
Helmingham Hall

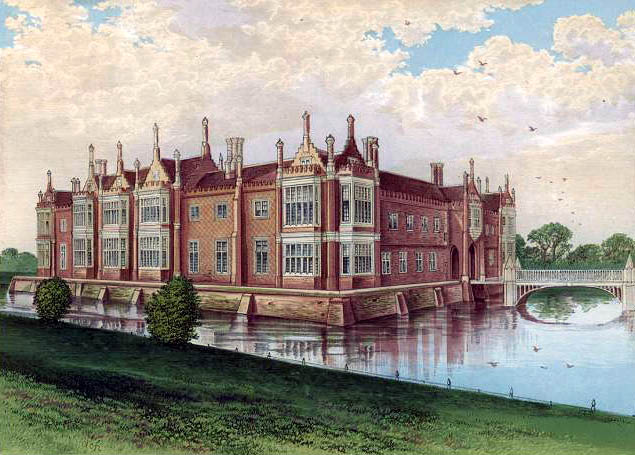
Helmingham Hall um 1880

Helmingham Hall ist ein Herrenhaus mit Burggraben im Dorf Helmingham in der englischen Grafschaft Suffolk. Die Bauarbeiten wurden von John Tollemache 1480 begonnen und das Anwesen gehört seitdem durchgehend der Familie Tollemache. Das Haus entstand rund um einen Innenhof im typischen Tudorstil.
Die heutige Helmingham Hall wurde um 1510 fertiggestellt und steht auf dem Gelände eines früheren Herrenhauses namens Creke Hall. Ihr Äußeres wurde 1745–1760 verändert, dann erneut 1800 von John Nash und nochmals 1840. Die ursprünglich teilweise mit Holz verkleideten Wände wurden mit Ziegelmauerwerk und Fliesen verkleidet. Das Haus hat zwei noch funktionierende Zugbrücken. Sie wurden ursprünglich mit einer Winde bedient, die allerdings in den letzten Jahren durch einen Elektromotor ersetzt wurde.
Das Haus ist nicht öffentlich zugänglich und Helmingham Hall ist vor allen Dingen für seine schönen Gärten wohlbekannt, die in regelmäßigen Abständen der Öffentlichkeit zugänglich gemacht werden. Es handelt sich um halbformelle Gärten mit ausgedehnten Randbepflanzungen, einem Rosengarten, einem Knotengarten, einem Parterre und einem Obsthain. Jenseits des Gartens befindet sich ein 1,6 km² großer Park mit Rot- und Damhirschen. Die Marienkirche am Rand des Parks ist seit dem Mittelalter mit der Familie Tollemache verbunden.

## Schätze von Helmingham
Die Tollemaches von Helmingham, die seit 1876 den Titel Baron Tollemache führen, besitzen eine von nur zwei englischen Orpheoreons. Ihr Instrument stammt von 1580 und trägt ein Handwerkszeichen von John Rose, einem englischen Geigenbauer aus dem 16. Jahrhundert. Es gibt heute nur noch vier Geigen von John Rose; die einzige in privater Hand gehört den Tollemaches. Man denkt, dass sie für Elisabeth I. gefertigt wurde, die sie bei einem ihrer Besuche in Suffolk den Tollemaches schenkte.
Das „Tollemache-Lauten-Manuskript“ wurde von den Helmingham Hall Collections erworben und 1965 bei Sotheby’s an Robert Spencer verkauft. Es wurde von Henry Sampson geschrieben.